# 야만적 침략
《야만적 침략》(프랑스어: Les Invasions barbares)은 2003년 개봉한 캐나다, 프랑스의 섹스 코미디 드라마 영화이다. 드니 아르캉이 감독과 각본을 맡았다. 아르캉의 1986년 영화 《미제국의 몰락》의 속편 작품이다. 2003 아카데미 외국어 영화상·2004 세자르상 작품상·2003 지니상 작품상·2004 뤼미에르상 프랑스어 작품상 수상작이다.

## 줄거리
미제국의 몰락 사건 이후 17년이 지나, 세바스티앵은 런던에서 양적 금융 분야에서 성공적인 경력을 쌓고 있을 때, 어머니 루이스로부터 아버지이자 루이스의 전 남편인 레미가 말기암에 걸렸다는 전화를 받는다. 세바스티앵은 레미를 만나는 것을 달가워하지 않는데, 그가 수많은 간통으로 가족을 해체시켰다고 비난하기 때문이다. 레미와 그의 나이 든 친구들은 여전히 대부분 사회민주주의자이며 퀘벡 민족주의의 지지자들인데, 이는 1960년대 고요한 혁명 이후 상당히 시대착오적으로 보이는 입장이다. 레미는 세바스티앵의 경력, 독서 부족, 그리고 비디오 게임에 대한 애정을 좋아하지 않는다.
아버지와 아들은 과밀하고 무질서한 퀘벡 병원으로 돌아오기 전 잠시 치료를 받기 위해 미국 주버몬트주로 간다. 세바스티앵은 더 나은 치료를 위해 병원 행정부에 뇌물을 주려 하고, 레미의 오랜 친구들에게 방문 가능성에 대해 전화한다. 헤로인이 모르핀보다 "800%" 더 효과적이라는 말을 듣고, 그는 마약 중독자 나탈리에게서 레미를 위한 헤로인을 찾아낸다.
한편, 레미는 피에르, 도미니크, 클로드, 그리고 나탈리의 어머니인 다이앤을 포함한 친구들과 재회하여, 과거의 성욕과 활력의 점진적인 쇠퇴에 대해 대화를 나눈다. 다이앤은 나탈리를 걱정하고, 역사 교수인 레미는 병원 목사 콘스탄스에게 과거 세기에 비해 20세기의 상대적인 평화에 대해 강의한다. 동시에, 다른 학자는 9·11 테러를 현대의 야만적 침략의 가능한 시작을 제외하고는 역사적으로 작은 사건으로 묘사한다. 레미와 그의 친구들이 시골로 물러난 후, 그들은 끊임없이 진화하는 주의에 대한 헌신에 대해 이야기한다. 레미는 레미가 수호천사라고 부르는 나탈리로부터 헤로인 주사를 맞은 후 친구들과 세바스티앵과 함께 죽는다.

## 출연

### 주연
- 레미 지라르드
- 스테판 루소
- 도로시 베르망

### 조연
- 루이스 포르탈
- 도미니크 미셸
- 이브 자크
- 피에르 퀴르지
- 마리 조지 크로즈

## 기타
- 미술: 프랑수아 세귄
- 의상: 데니스 스페두클리스
- 배역: 루시 로비타이